# Tripogandra grandiflora
Tripogandra grandiflora là một loài thực vật có hoa trong họ Commelinaceae. Loài này được (Donn.Sm.) Woodson miêu tả khoa học đầu tiên năm 1942.